# Telo pacciamante

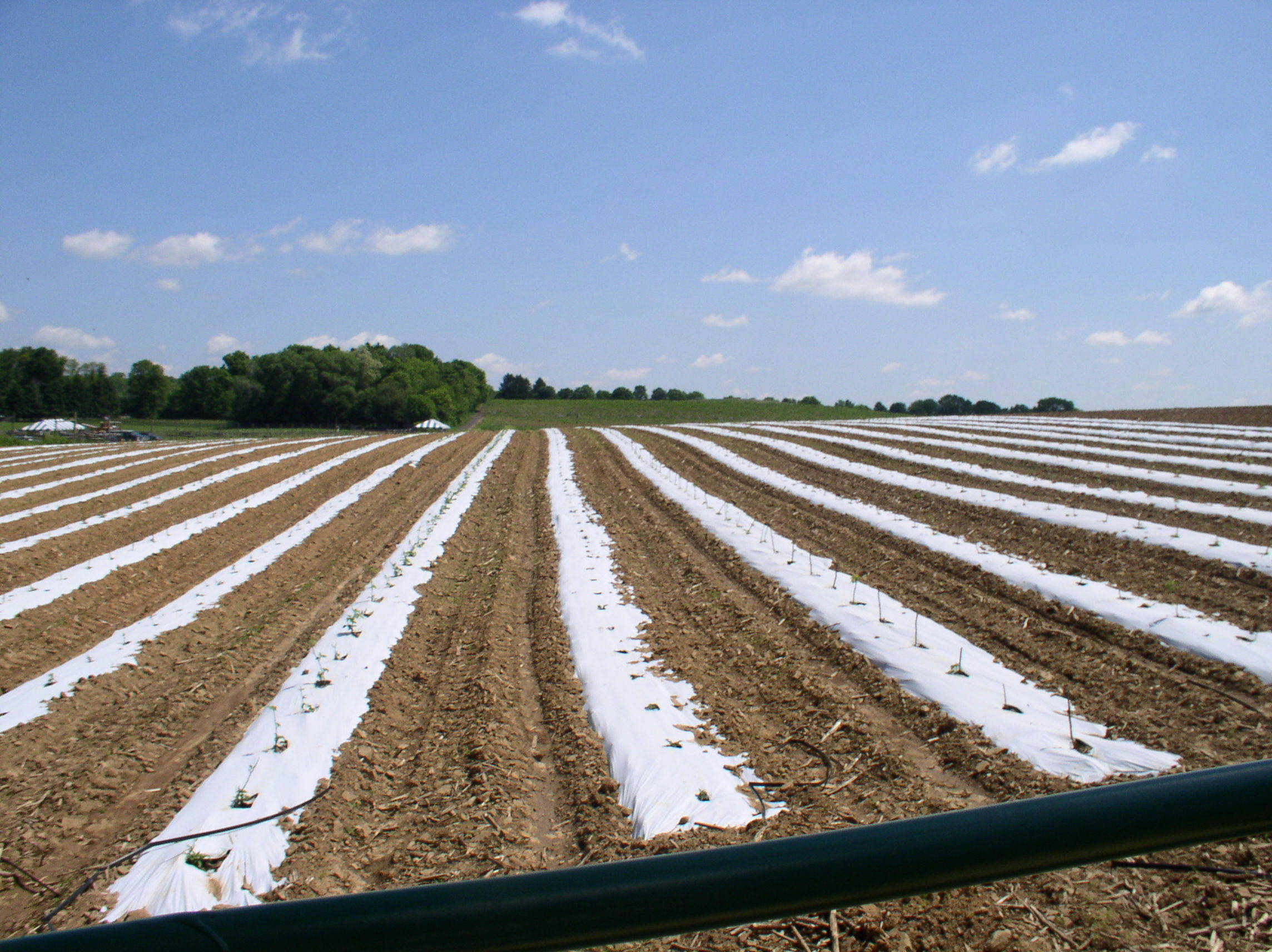
Pacciamatura con telo plastico

Il Telo pacciamante può essere un film plastico in polietilene oppure un tessuto o tessuto non tessuto in polipropilene o in poliestere oppure ancora in fibre naturali come juta o kenaf.  Oltre alla funzione principale di pacciamare, ovvero ridurre le infestanti, presenta altri aspetti positivi.

## Vantaggi
- Funzione diserbante

Questo telo è ampiamente utilizzato in agricoltura, anche biologica: riduce infatti drasticamente la presenza di erbe infestanti grazie alla capacità soffocante. Si può così evitare l'utilizzo massiccio di diserbanti chimici che comprometterebbero la qualità del prodotto e incrementerebbero l'inquinamento del suolo. I teli in fibre naturali in juta, kenaf, cocco si biodegradano senza dover venir rimossi dal terreno a differenza dei teli sintetici.
- Conservazione dell'umidità

Utilizzando questo prodotto si possono ottenere risultati più soddisfacenti dal punto di vista del prodotto impiegando minori quantità di acqua estremamente preziosa specialmente durante i periodi estivi. Conservando infatti per maggior tempo l'umidità si rendono meno necessarie forti e inutili irrigazioni distribuite non uniformemente. In conseguenza a questo vantaggio si ha un effetto secondario: il terreno, infatti, se eccessivamente dilavato perde presto tutto il contenuto organico procurando sia una spesa maggiore per la fertilizzazione sia un impoverimento della struttura pedologica con conseguente inaridimento. Questo processo porta a lungo andare alla completa desertificazione del suolo.
- Microclima

Nelle colture protette precoci vengono impiegati teli pacciamanti che hanno la duplice funzione di controllare le infestanti e riscaldare durante il giorno il terreno che rilascia il calore nelle ore più fredde evitando il congelamento delle radici delle piante. Nelle costruzioni di giardini, orti etc è consigliato l'utilizzo di non tessuti in fibre sintetiche o naturali, che mantengono un microclima migliore grazie alla loro traspirabilità e drenabilità, al contrario dei teli o film plastici. I non tessuti in fibre sintetiche hanno una durata maggiore rispetto a quelli naturali.
- Valenza estetica

Le versioni del telo in tessuto non tessuto sono realizzabili in versioni esteticamente differenti, per ben armonizzarsi con qualsiasi ambiente naturale.

## Svantaggi
Il principale problema di questi teli è la breve durevolezza intaccata dalle condizioni atmosferiche come il caldo eccessivo o il gelo. Questo porta ad un continuo ricambio di materiale che a lungo andare potrebbe costituire un problema per lo smaltimento. In risposta a questo problema sono stati lanciati sul mercato film di plastiche biodegradabili che, dopo qualche mese si decompongono trasformandosi in acqua, idrogeno e biomassa evitando così l'accumulo di rifiuti.
I non tessuti in fibra naturale hanno l'inconveniente della precoce degenerazione e putrescenza, quindi, in breve tempo si perderebbe il controllo della crescita delle infestanti. Una valida alternativa è costituita dall'impiego di non tessuti in fibra poliestere che mantengono inalterate le prestazioni per lungo tempo e sono comunque riciclabili al 100%, come il PET.
Bisogna tenere in considerazione anche che il telo pacciamante tende a trattenere il calore nel terreno, e in condizioni di temperature elevate (superiori a 25/27C) le radici e la parte inferiore della pianta possono risentirne, soprattutto in fasi delicate come quella del trapianto.